# خانه قزلباش
خانه قزلباش مربوط به اواخر دوره قاجار -اوایل دوره پهلوی است و در اهواز، خیابان سیروس، بعد از چهارراه نظامی، پلاک ۷۳ واقع شده و این اثر در تاریخ ۱ مهر ۱۳۸۲ با شمارهٔ ثبت ۱۰۴۲۲ به‌عنوان یکی از آثار ملی ایران به ثبت رسیده است.